# Ригвава, Сергей Тарасович
Сергей (Серго) Тарасович Ригвава (груз. სერგო რიგვავა; 17 апреля 1927 — 13 ноября 2013, Тбилиси) — советский хозяйственный, государственный и политический деятель.

## Биография
Родился в 1927 году. Член КПСС.
Окончил Тбилисский педагогический институт.
В 1944—1956 — второй секретарь Сухумского горкома ЛКСМ Грузии, секретарь, первый секретарь Абхазского обкома ЛКСМ Грузии, секретарь, второй секретарь ЦК ЛКСМ Грузии.
В 1956—1973 — заведующий отделом Орджоникидзевского райкома КП Грузии, секретарь парткома Грузинского зооветеринарного института, старший референт Совета Министров Грузинской ССР, второй, первый секретарь Калининского райкома КП Грузии города Тбилиси, секретарь Тбилисского горкома КП Грузии.
В 1973—1979 — первый заместитель председателя Тбилисского горисполкома.
В 1979—1990 — председатель Государственного комитета Грузинской ССР по профтехобразованию.
В 1990—1991 — председатель Центральной контрольной комиссии Грузинской ССР.
Депутат Верховного Совета Грузинской ССР 4-го, 8-11 созывов, народный депутат Грузии (1990—1993).
Умер в 2013 году в Тбилиси.

## Награды
- Орден Октябрьской Революции
- Орден Трудового Красного Знамени
- Орден Знак Почёта